# Larry Miller (attore)
Larry Miller, all'anagrafe Lawrence J. Miller (Valley Stream, 15 ottobre 1953), è un attore, doppiatore e comico statunitense.

## Biografia
Miller è nato a Valley Stream e ha frequentato l'Amherst College. I suoi ruoli includono il portiere vendicativo in Seinfeld oltre a diversi personaggi nei film falsi documentari di Christopher Guest. È apparso anche in Carry On Columbus, Il professore matto, La famiglia del professore matto, Max Keeble alla riscossa, Pretty Woman.
Ha interpretato Edwin Poole nella serie Boston Legal e Michael Dobson in due episodi della serie Law & Order. Ha inoltre interpretato se stesso in un episodio successivo della stessa serie.
Inoltre è stato lo scrittore per gli show televisivi Pros & Cons (1999), Just Words (2001) e Uncommon Sense (2005).
Dal 1993 è sposato con la scrittrice e produttrice televisiva Eileen Conn da cui ha avuto due figli.

## Filmografia parziale

### Attore

#### Cinema
- Pretty Woman, regia di Garry Marshall (1990)
- Campioni di guai (Necessary Roughness), regia di Stan Dragoti (1991)
- Cose dell'altro mondo (Suburban Commando), regia di Burt Kennedy (1991)
- La banca del seme più pazzo del mondo (Frozen Assets), regia di George Trumbull Miller (1992)
- Coppia d'azione (Undercover Blues), regia di Herbert Ross (1993)
- Incubo d'amore (Dream Lover), regia di Nicholas Kazan (1993)
- A letto con l'amico (The Favor), regia di Donald Petrie (1994)
- Una moglie per papà (Corrina, Corrina), regia di Jessie Nelson (1994)
- Benvenuti a Radioland (Radioland Murders), regia di Mel Smith (1994)
- Il professore matto (The Nutty Professor), regia di Tom Shadyac (1996)
- Sognando Broadway (Waiting for Guffman), regia di Christopher Guest (1996)
- Strani miracoli (Dear God), regia di Garry Marshall (1996)
- In ricchezza e in povertà (For Richer or Poorer), regia di Brian Spycer (1997)
- L'inventore pazzo (Chairman of the Board), regia di Alex Zamm (1998)
- 10 cose che odio di te (10 Things I Hate About You), regia di Gil Junger (1999)
- Se scappi, ti sposo (Runaway Bride), regia di Garry Marshall (1999)
- Pros & Cons, regia di Boris Damast (1999)
- La famiglia del professore matto (Nutty Professor II: The Klumps), regia di Peter Segal (2000)
- Buzz Lightyear da Comando Stellare - Si parte! (Buzz Lightyear of Star Command: The Adventure Begins), regia di Tad Stones (2000) - voce
- Lo scroccone e il ladro (What's the Worst That Could Happen?), regia di Sam Weisman (2001)
- Pretty Princess (The Princess Diaries), regia di Garry Marshall (2001)
- Max Keeble alla riscossa (Max Keeble's Big Move), regia di Tim Hill (2001)
- Cose da maschi (A Guy Thing), regia di Chris Koch (2003)
- Una dozzina scatenata (A wild Dozen) regia di Shawn Levy (2003)
- A Mighty Wind - Amici per la musica (A Mighty Wind), regia di Christopher Guest (2003)
- Principe azzurro cercasi (The Princess Diaries 2: Royal Engagement), regia di Garry Marshall (2004)
- Life of the Party, regia di Barra Grant (2005)
- Kiss Kiss Bang Bang, regia di Shane Black (2005)
- Al passo con gli Stein (Keeping Up with the Steins), regia di Scott Marshall (2006)
- The Final Season, regia di David Mickey Evans (2007)
- Blonde Ambition - Una bionda a NY (Blonde Ambition), regia di Scott Marshall (2007)
- Amore in linea (The Other End of the Line), regia di James Dodson (2008)
- Agente Smart - Casino totale (Get Smart), regia di Peter Segal (2008)
- Bruce e Lloyd - Fuori controllo (Get Smart's Bruce and Lloyd: Out of Control), regia di Gil Junger (2008)
- 6 mogli e un papà (The Six Wives of Henry Lefay), regia di Howard Michael Gould (2009)
- Appuntamento con l'amore (Valentine's Day), regia di Garry Marshall (2010)
- Capodanno a New York (New Year's Eve), regia di Garry Marshall (2011)
- Hot Bot, regia di Michael Polish (2016)
- L'uomo che uccise Hitler e poi il Bigfoot (The Man Who Killed Hitler and Then the Bigfoot), regia di Robert D. Krzykowski (2018)
- Ricomincio da me (Second Act), regia di Peter Segal (2018)

#### Televisione
- Il computer con le scarpe da tennis (The Computer Wore Tennis Shoes), regia di Peyton Reed – Film TV (1995)
- Seinfeld – serie TV, episodio 6x18 (1995)
- La pazza vita della signora Hunter (Life's Work) – serie TV, 18 episodi (1996-1997)
- Tutto in famiglia (My Wife and Kids) – serie TV, 3 episodi (2002)
- Law & Order - I due volti della giustizia (Law & Order) – serie TV, episodi 5x02-6x15-13x24 (1994-2003)
- 8 semplici regole (8 Simple Rules) – serie TV, 12 episodi (2002-2003)
- Desperate Housewives – serie TV, 1 episodio (2005)
- Detective Monk (Monk) – serie TV, episodio 3x13-6x10 (2005-2007)
- Burn Notice - Duro a morire (Burn Notice) – serie TV, 1 episodio (2008)
- Boston Legal – serie TV, 4 episodi, (2004-2008)
- 10 cose che odio di te (10 Thingd I Have About You) – serie TV, 20 episodi (2009-2010)
- NCIS - Unità anticrimine (NCIS) – serie TV, episodi 9x11-16x16 (2011-2019)
- Gravity – serie TV, 4 episodi (2010)
- Devious Maids - Panni sporchi a Beverly Hills (Devious Maids) – serie TV, un episodio (2013)
- Ballers – serie TV, 8 episodi (2017-2019)

### Doppiatore
- Bee Movie, regia di Steve Hickner e Simon  J. Smith (2007)
- I pinguini di Madagascar – serie animata, 3 episodi (2011-2012)
- Dilbert – serie animata (1999-2000)

## Doppiatori italiani
Nelle versioni in italiano delle opere in cui ha recitato, Larry Miller è stato doppiato da:
- Roberto Pedicini in Al passo con gli Stein, Pretty Princess, Liv e Maddie
- Enzo Avolio in 8 semplici regole, Burn Notice - Duro a morire, NCIS - Unità anticrimine (ep. 16x16)
- Francesco Pannofino in La banca del seme più pazzo del mondo, A letto con l'amico
- Renato Cortesi ne Il professore matto, La famiglia del professore matto
- Paolo Marchese in Agente Smart - Casino totale, NCIS - Unità anticrimine (ep. 9x11)
- Ambrogio Colombo in Detective Monk (ep. 6x10), Ricomincio da me
- Vittorio De Angelis in Pretty Woman
- Vittorio Stagni in Coppia d'azione
- Oreste Rizzini in Incubo d'amore
- Wladimiro Grana in Benvenuti a Radioland
- Massimo Corvo in Law & Order - I due volti della giustizia
- Pasquale Anselmo in La pazza vita della signora Hunter
- Francesco Orlando in Strani miracoli
- Gioacchino Maniscalco in In ricchezza e in povertà
- Angelo Nicotra in 10 cose che odio di te
- Claudio Fattoretto in Lo scroccone e il ladro
- Oliviero Dinelli in Tutto in famiglia
- Sergio Lucchetti in Desperate Housewives
- Pietro Biondi in Detective Monk (ep. 3x13)
- Maurizio Reti in A Mighty Wind - Amici per la musica
- Silvano Piccardi ne Il canto di Natale
- Stefano De Sando in Kiss Kiss Bang Bang
- Luca Biagini in Amore in linea
- Massimo De Ambrosis in Boston Legal (ep. 5x10)
- Giuliano Santi in 6 mogli e un papà
- Teo Bellia in 10 cose che odio di te (serie TV)
- Luca Dal Fabbro in Capodanno a New York
- Gianluca Tusco in Devious Maids - Panni sporchi a Beverly Hills
- Natale Ciravolo in L'uomo che uccise Hitler e poi il Bigfoot

Da doppiatore è sostituito da:
- Roberto Stocchi in Bee Movie
- Teo Bellia in Ant Bully - Una vita da formica
- Oreste Baldini in Buzz Lightyear da Comando Stellare - Si parte!
- Franco Zucca in I pinguini di Madagascar